# Kínai liliomfa
A kínai liliomfa vagy bíbor liliomfa (Magnolia liliiflora) 2–3 m magasra növő, tőből sokszorosan elágazó terebélyes cserje, ami néha többtörzses fácskává nő. Délkelet-Ázsiában őshonos, Európában 1861-ben honosították meg.
Nagy, húsos szirmú, liliomszerű, felálló virágai kívül bíborvörösek, belül világosak, pirosak vagy rózsaszínűek áprilistól, lombfakadás előtt nyílik. Júniusban gyakran másodszor is virágzik. Viszonylag árnyéktűrő.
- Magnolie liliiflora nigra: A kertekben a 'Nigra' változat terjedt el; ennek virágai feketés bíborszínűek. Gyér másodvirágzása a nyár második felére esik.
- Magnolie liliiflora Susan: A németországi ZEUS kertészet által forgalmazott változat 2,5-4,0 méter magas és ennyire elterülő bokor, liliomformájú, magenta színű dús virágjai május-júniusban nyílnak (másodvirágzásról nincs információ). Jól átdolgozott kerti talajt igényel. Átteleltetéskor fagyvédelmet kíván. Kiültetéskor vízigényes.

## Források

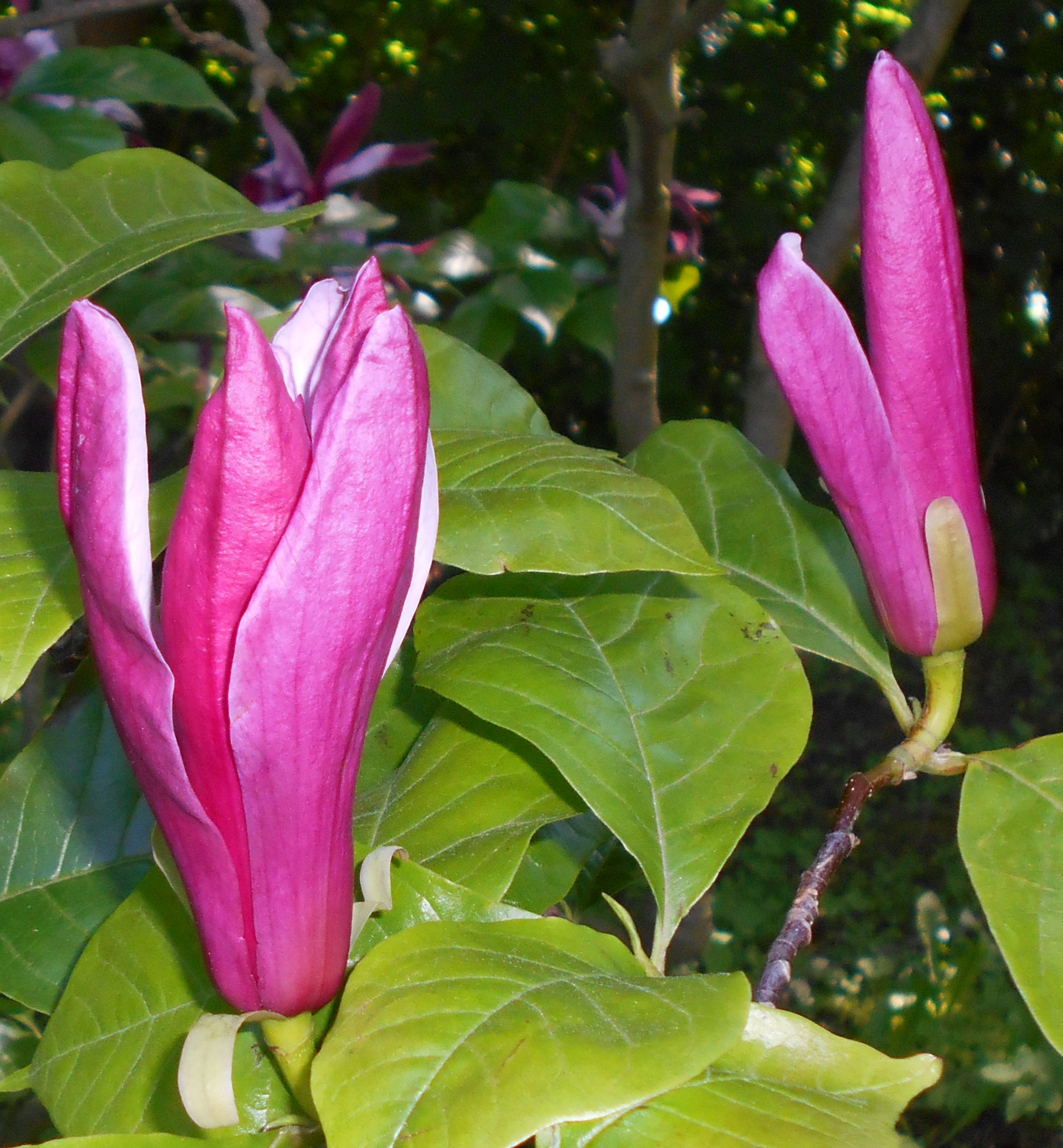
Bimbói